# الدورة الأولى للجمعية العامة للأمم المتحدة
افتتحت الدورة الأولى للجمعية العامة للأمم المتحدة في 10 يناير 1946 في قاعة ميثوديست سنترال في لندن.
أبلغ غلادوين جيب، السكرتير التنفيذي للأمم المتحدة، الدكتور إدواردو زوليتا أنجل، رئيس الوفد الكولومبي لدى الأمم المتحدة ورئيس اللجنة التحضيرية للأمم المتحدة، بالدعوة إلى عقد الاجتماع. انتخب بول هنري سباك من بلجيكا كأول رئيس للجمعية العامة بنتيجة 28-23، متغلبًا على تريغفه لي (الذي أصبح فيما بعد أول أمين عام للأمم المتحدة).
افتتح الاجتماع الثاني للدورة الأولى في فلاشينغ ميدوز-كورونا بارك، نيويورك، في 23 أكتوبر 1946.